# هنري كارل ألدريش
هنري كارل ألدريش (بالإنجليزية: Henry Carl Aldrich) هو أخصائي فطريات أمريكي، ولد في 17 فبراير 1941، وتوفي في 11 أغسطس 2005.